# Gurgenes Arzerúnio (conselheiro)

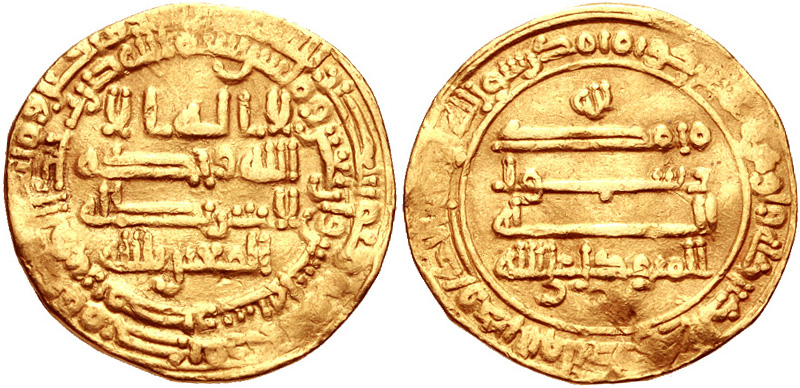
Dinar de ouro de Mutavaquil r.

Gurgenes Arzerúnio (Γουργένης; em armênio: Գուրգեն; romaniz.: Gurgen; m. 860) foi um nobre armênio do século IX, membro da família Arzerúnio que residiu em Vaspuracânia. 

## Nome
Gurgenes (Γουργένης, Gourgénēs) é a forma grega do armênio Gurguém (Գուրգեն, Gurgēn) e Verquém (Վրկեն, Vrkēn), que por sua vez derivou do iraniano antigo Vercaina (*Vr̥kaina-; do hipocorístico para *vr̥ka-, "lobo") através do parta Vurquém (*Wurkēn). Foi registrado em elamita como Marguena, persa novo como Gurguim (Gurgīn).

## Vida
Gurgenes era filho do príncipe Amazaspes II (r. ?–836) com sua esposa Ripsima e era irmão de Gregório  e de Asócio I, que tornar-se-ia príncipe (r. 836–852) com a morte de Amazaspes II em 836. Em 852, sob ordens do Mutavaquil (r. 847–861), o general Buga Alquibir realiza uma campanha na Armênia. Nela, Gurgenes foi capturado ao lado de seu irmão Asócio I e seu sobrinho Gregório Derenício, e eles foram levados à Samarra, onde foram obrigados a apostatar sua fé para evitarem a morte. Segundo Tomás Arzerúnio, durante estes eventos foi Gurgenes que entregou Ripsima ao general Buga, que tratou-lhe cordialmente e conferiu-lhe um auxílio diário. Em 857, Mutavaquil decidiu libertar Gregório e Gurgenes, que retornaram para Vaspuracânia, onde Gregório sucederia seu pai como príncipe e Gurgenes tornar-se-ia seu conselheiro, função que manteve até sua morte em 860.